# Palacio Frauenberg

El palacio Frauenberg o monasterio Frauenberg está ubicado sobre el monte homónimo por encima del municipio alemán Bodman-Ludwigshafen cerca de las ruinas del castillo Viejo-Bodman. 
En el mismo lugar fue destruido el primer castillo de los condes de Bodman por un rayo en 1307. Unos pocos meses después del accidente, Johannes de Bodman regaló el terreno al monasterio de Salem, que construyó una capilla y un monasterio. La capilla construida en 1309 y dedicada a la Bienaventurada Virgen es un lugar de peregrinación. El monasterio fue remodelado y ampliado entre 1611 y 1615.